# Il signor Rossi va a sciare
Il signor Rossi va a sciare è il secondo cortometraggio del signor Rossi del 1963 diretto da Bruno Bozzetto.

## Trama
Il signor Rossi va a fare una tipica giornata sciistica, nel corso della giornata
troverà molti ostacoli e imprevisti ambigui.
Il cortometraggio espone degli stereotipi sciistici, rendendoli comici.